# Žatec (Vysočina)
Žatec é uma comuna checa localizada na região de Vysočina, distrito de Jihlava.